# Association Eid ben Mohammed Al Thani
 (novembre 2015).
Si vous disposez d'ouvrages ou d'articles de référence ou si vous connaissez des sites web de qualité traitant du thème abordé ici, merci de compléter l'article en donnant les références utiles à sa vérifiabilité et en les liant à la section « Notes et références ».
L'Association Eid Ben Mohammed Al Thani est une organisation caritative islamique créée en 1995 à Doha, au Qatar. Un document du département d'État américain datant de 2003 a décrit l'organisation comme une entité de taille plutôt modeste faisant peu de travail à l’international.  Plus récemment, l’association a été décrite par la Fondation Carnegie pour la paix internationale comme " la plus importante organisation salafiste au monde. " L’association a été reconnue pour son travail social et humanitaire au Qatar et à l’international par le Bureau de la coordination des affaires humanitaires de l’ONU.
La mission de l’association, telle que décrite par le Gulf Times, est "de mener des projets sociaux et humanitaires, promouvoir le bénévolat et protéger les valeurs nobles ».

## Projets humanitaires
L'organisation mène une large gamme de projets destinés à venir en aide aux populations défavorisées du Qatar en particulier et du Moyen-Orient plus généralement. L’association a notamment mis en place une banque alimentaire et organise des programmes de prévention de la toxicomanie et de désintoxication pour ceux qui en souffrent déjà.  L’association a également appuyé les efforts de secours en Syrie et dans les territoires palestiniens.
En août 2014, l'association a consacré plus de 8 millions $ USD à des projets d’aide sociale dans la bande de Gaza, après avoir fourni plus de 3 millions $ USD en aide humanitaire d’urgence au cours de l’été sous forme de dons alimentaires, d'abri et d’articles médicaux. Depuis 2007, l'association aurait versé plus de $ 64 millions USD d’aide au bénéfice du peuple palestinien.

## Liens supposés avec des organisations extrémistes
L'association a été accusée de transmettre des fonds au Hamas en utilisant comme prétexte ses activités humanitaires dans la bande de Gaza. Ainsi, le gouvernement israélien a interdit à l'association Eid Ben Mohammed Al Thani, ainsi qu’aux 35 autres organisations membres du réseau « Union of Good », d’opérer sur son territoire. En effet, le gouvernement israélien estime que les associations membres de ce réseau sont en réalité contrôlées par le Hamas." Le Président du réseau « Union of Good » est le Cheikh Youssef Al-Qaradawi, un théologien qatari connu comme le "chef spirituel des Frères Musulmans."
En 2013, l'un des fondateurs de l'association, Abd Al-Rahman Al-Nuaimi, a été inclus sur la liste des « Specially Designated Global Terrorists » du gouvernement américain pour son rôle présumé dans la facilitation du financement et des communications des entités affiliées à Al-Qaïda en Irak, en Syrie, au Yémen et en Somalie.  Il a également été placé sous sanctions par l’Organisation des Nations unies, l'Union européenne, le Royaume-Uni, et la Turquie en 2014, ce qui a engendré un gel de ses avoirs au niveau international.